# RCW 4
RCW 4 è una nebulosa a emissione visibile nella costellazione dell'Unicorno.
Si individua nella parte meridionale della costellazione, circa 2° a nordest delle propaggini più orientali del complesso della Nebulosa Gabbiano; si presenta di aspetto cirriforme e molto debole, non osservabile attraverso normali strumenti amatoriali. La sua posizione a breve distanza dall'equatore galattico, tuttavia, ne consentirebbe l'osservazione da tutte le regioni popolate della Terra.
Si tratta di una nebulosa molto poco conosciuta, di cui scarseggiano i riferimenti in letteratura, nonostante la sua notevole estensione; i suoi unici riferimenti si trovano infatti nel catalogo RCW. Appare come una serie di grossi filamenti quasi paralleli fra loro e orientati in senso NNW-SSE, debolmente convergenti verso est; la parte più cospicua si trova in direzione di due stelle di sesta magnitudine, HD 57517 e HD 57682. La sua distanza è ignota.